# Ice Station Zebra (film)
Ice Station Zebra is een Amerikaanse thriller uit 1968 onder regie van John Sturges. Het scenario is gebaseerd op de gelijknamige roman uit 1963 van de Schotse auteur Alistair MacLean.

## Verhaal
Op de Noordpool gaat het Britse weerstation Zebra op in vlammen. Een Amerikaanse onderzeeër wordt naar de poolbasis gestuurd om de wetenschappers te redden. Wanneer de bemanning ter plaatse is, blijkt dat er helemaal geen sprake is van een ongeluk. Bovendien moeten de saboteurs nog in de buurt zijn.

## Rolverdeling
| Acteur               | Personage                 |
| -------------------- | ------------------------- |
| Rock Hudson          | Commandant James Ferraday |
| Ernest Borgnine      | Boris Vaslov              |
| Patrick McGoohan     | David Jones               |
| Jim Brown            | Kapitein Leslie Anders    |
| Tony Bill            | Luitenant Russell Walker  |
| Lloyd Nolan          | Admiraal Garvey           |
| Alf Kjellin          | Kolonel Ostrovsky         |
| Gerald S. O'Loughlin | Luitenant Bob Raeburn     |
| Ted Hartley          | Luitenant Jonathan Hansen |
| Murray Rose          | Luitenant George Mills    |
| Ron Masak            | Paul Zabrinczski          |
| Sherwood Price       | Luitenant Edgar Hackett   |
| Lee Stanley          | Luitenant Mitgang         |
| Joseph Bernard       | Dr. Jack Benning          |
| John Orchard         | Overlevende               |